# Alea O'Shea
Alea O'Shea es una actriz australiana, conocida por haber interpretado a Darcy Braxton en la serie Home and Away.

## Biografía
Es hija de Joanna Williamson, dueña de "JWDance" una escuela de danza.

## Carrera
Alea ha aparecido en varios comerciales entre ellos McDonald's y Coles.
El 25 de julio de 2011 y con solo 10 años Alea se unió al elenco recurrente de la exitosa serie australiana Home and Away donde interpretó a Darcy Callahan Braxton, la hija de Heath Braxton y la fallecida Tegan Callahan, hasta el 29 de julio de 2014 después de que su personaje se mudara a Sídney con su papá, Bianca y su medio hermano Harley. Alea regresó a la serie el 1 de diciembre de 2016 y se fue nuevamente el 2 de febrero de 2017 después de que su personaje regresara a Sídney con su familia.

## Filmografía

### Series de televisión
| Año                      | Serie         | Personaje     | Notas        |
| ------------------------ | ------------- | ------------- | ------------ |
| 2011 - 2014, 2016 - 2017 | Home and Away | Darcy Braxton | 57 episodios |

### Películas
| Año  | Título                        | Personaje     | Notas                                                                                              |
| ---- | ----------------------------- | ------------- | -------------------------------------------------------------------------------------------------- |
| 2017 | Home and Away: All or Nothing | Darcy Braxton | junto a Nicholas Westaway, Dan Ewing, Diarmid Heidenreich, Kyle Pryor, George Mason y Lisa Gormley |
| 2016 | Home and Away: Revenge        | Darcy Braxton | junto a Dan Ewing, Diarmid Heidenreich, Lisa Gormley, Kyle Pryor, George Mason y Nicholas Westaway |